# Donald James Campbell
Pour les articles homonymes, voir Campbell.
Cet article possède un paronyme, voir Donald Campbell.
Donald James Campbell (30 mai 1896-20 décembre 1965) est un homme politique canadien de la Colombie-Britannique. Il est député provincial créditiste de la circonscription britanno-colombienne de Okanagan North de 1983 jusqu'à son décès en 1984.

## Biographie
Né à Kinistino en Saskatchewan, Campbell étudie à Penticton en Colombie-Britannique. Il est conseiller municipal de la ville de Vernon de 1968 à 1970. Il est également secrétaire du B.C. Interior Fruit Stand Association de 1965 à 1983.